# Was Eva über Adam denkt
Was Eva über Adam denkt ist eine Sammlung satirischer Kolumnen der niederländischen Autorin und Journalistin Ina van der Beugel (1914–2003). Die holländische Erstausgabe erschien 1946. Ab 1948 wurde die neue Ausgabe mit Zeichnungen des französischen Cartoonisten Jean Effel erfolgreich. Die deutsche Erstausgabe wurde im Jahr 1955 im Sanssouci Verlag (Zürich) veröffentlicht und erschien bis 1997 in mindestens zehn weiteren Auflagen.

## Inhalt
In den 13 Kolumnen beschreibt die Autorin auf humorvolle Weise den „typischen Mann“ bzw. Ehemann in seinen speziellen Charakterzügen, Eigenarten und Liebhabereien aus Sicht der Frau bzw. Ehefrau:
- Adam und die Romantik
- Adam und seine Liebhabereien
- Adam und seine Leiden
- Adam und die Angst des Weibes
- Adam und die Andere
- Adam und der Spieltrieb
- Adam und die Mahlzeiten
- Adam und das Kofferpacken
- Adam und die Kleider
- Adam und das Einkaufen
- Adam und sein Berufsleben
- Der Mann, der uns versteht
- Der Junggeselle

Das Büchlein schließt mit den Worten: „Und der ideale Mann – DEN gibt es nicht. Gott sei Dank!“

## Auflagen

### Originalausgabe
Die niederländische Originalausgabe Een vrouw over mannen veröffentlichte Ina van der Beugel erstmals im Jahr 1946 beim Verlag De Boekerij (Baarn) noch unter ihrem Pseudonym Jacquelientje Plof mit Zeichnungen von Charles Boost (1907–1990). Bekannt wurde das Buch erst mit den Zeichnungen von Jean Effel in der Ausgabe von 1948, das diesmal unter ihrem richtigen Namen von demselben Verlag herausgebracht wurde. Weitere Ausgaben folgten mindestens noch 1949, 1951, 1953 (13. Auflage), 1955 sowie weitere bis 1958 (19. Auflage).
Das Gegenstück zu diesem Titel erschien 1946 als Een man over de vrouwen mit Zeichnungen von Dick de Wilde im Verlag H.A.M. Roelants (Koninklijke Nederlandsche Boekdrukkerij, Schiedam) und 1948 mit den Zeichnungen von Jean Effel im Verlag De Boekerij (Baarn).

### Deutschsprachige Ausgabe
Die von Lore Grages übersetzte deutschsprachige Ausgabe Was Eva über Adam denkt erschien erstmals im Jahr 1955 im Sanssouci Verlag (Zürich), ISBN 3-7254-0038-5 bzw. ISBN 9783725400386. Weitere Auflagen erschienen in den folgenden Jahrzehnten mindestens in den Jahren 1960, 1962, 1963, 1965, 1973 (ISBN 3-7254-0037-7), 1977 (ISBN 3725403104), 1985, 1992 (ISBN 3-7254-1012-7) und seit 1995 im Carl Hanser Verlag, dem Rechtsnachfolger des Sanssouci Verlages. Die neueste Auflage wurde vom Carl Hanser Verlag im Februar 1997 auf den Markt gebracht, ISBN 3446184678 bzw. ISBN 978-3446184671.
Das Gegenstück zu diesem Titel erschien gleichzeitig im Jahr 1955 mit Zeichnungen von Jean Effel als Was Adam über Eva denkt im Sanssouci Verlag (Zürich). Es gab auch Buchausgaben mit beiden Titeln zusammen.